# アルセン・グラミリアン
アルセン・グラミリアン（Arsen Goulamirian、アルメニア語: Արսեն Գուլամիրյան、1987年10月4日 - ）は、フランスのプロボクサー。アルメニアエレバン出身。元WBA世界クルーザー級スーパー王者。

## 来歴
2011年にプロデビューすると、15戦目でWBAコンチネンタルクルーザー級王座を獲得。
2018年3月24日、マルセイユのパレ・デ・スポール・ドゥ・マルセイユでWBA世界クルーザー級2位のリヤド・メルウィーとWBA暫定・世界同級王座決定戦を行い、11回TKO勝ちを収め暫定王座を獲得した。
2018年10月20日、マルセイユのパレ・デ・スポール・ドゥ・マルセイユでWBA世界クルーザー級10位のマーク・フラナガンとWBA暫定・世界同級タイトルマッチを行い、9回にフラナガン陣営からタオルが投げ込まれた為、グラミリアンが9回TKO勝ちを収め暫定王座の初防衛に成功した。試合後、WBAからゴールド王座に認定された。
2019年2月13日、WBA世界クルーザー級正規王者のベイブット・シュメノフとゴールド王者のグラミリアンとの間で行われる王座統一戦に関する入札が行われ、シュメノフ擁するドン・キングが821,000ドル（約9千万円）で興行権を落札し、ファイトマネーの分配はシュメノフが落札額の55%に当たる45万1550ドル（約4900万円）、グラミリアンが45%に当たる36万9450ドル（約4000万円）となった。グラミリアン擁するルイス・アカリエス率いるユニベント・イベントの入札額は621,500ドルだった。
2019年5月31日、WBAは興行権を落札したドン・キングが5月中旬にカザフスタンで開催を予定していた興行を開催しなかったとして、正規王者のベイブット・シュメノフを休養王者に認定し、ゴールド王者のグラミリアンを正規王座に認定した。
2019年9月1日、WBA世界クルーザー級スーパー王座に認定された。
2019年11月15日、ベルシー・アレナでWBA世界クルーザー級11位のケイン・ワッツとWBA世界同級タイトルマッチを行い、4回1分8秒KO勝ちを収め2度目の防衛に成功した。
2019年12月28日、マルセイユのパレ・デ・スポール・ドゥ・マルセイユでWBA世界クルーザー級8位のコンスタンティン・ベジェナルとWBA世界同級タイトルマッチを行い、9回終了後にベジェナル陣営が棄権を申し出た為TKO勝ちとなり、3度目の防衛に成功した。
2021年12月10日、WBA世界クルーザー級2位のアレクセイ・エゴロフと防衛戦を行う予定だった。しかし計量も両者パスしていたが、計量後にグラミリアンが新型コロナウィルスの陽性反応を示し、試合がキャンセルになった。
2022年11月19日、約3年ぶりに試合を行いル・カネのラ・パレストレでWBA世界クルーザー級2位でゴールド王者の指名挑戦者アレクセイ・エゴロフと仕切り直しのWBA世界同級タイトルマッチを行い、12回3-0（116-112、117-111×2）の判定勝ちを収め4度目の防衛に成功した。
2023年9月10日、マルセイユでトミー・マッカーシーとの防衛戦を予定していたが、契約を交わしていたテレビ局のCanal+がボクシング放送からの撤退を決めたため中止になった。
2024年3月30日、カリフォルニア州イングルウッドのYouTubeシアターで元WBO世界スーパーミドル級王者でWBA世界クルーザー級2位のヒルベルト・ラミレスとWBA世界同級タイトルマッチを行うも、プロ初黒星となる12回0-3（110-118×3）の判定負けを喫し5度目の防衛に失敗、王座から陥落した。この試合でグラミリアンは62万5千ドル（約9460万円）、ラミレスは40万ドル（約6050万円）のファイトマネーを稼いだ。

## 獲得タイトル
- WBAコンチネンタルクルーザー級王座
- WBA世界クルーザー級暫定王座（防衛1=ゴールド王座に認定）
- WBA世界クルーザー級ゴールド王座（防衛0=正規王座に認定）
- WBA世界クルーザー級王座（防衛0=スーパー王座に認定）
- WBA世界クルーザー級スーパー王座（防衛4）